# Frank Embree
Frank Embree (1880 – Fayette, 22 luglio 1899) fu un ragazzo afroamericano che venne giustiziato senza processo per motivi razziali nella cittadina di Fayette, Missouri.

## Vicenda
Il diciannovenne Frank Embree fu accusato a Fayette, nel Missouri, di aver aggredito una ragazza bianca di nome Millie Dougherty. Secondo i giornali del tempo, subito dopo il crimine, Embree lasciò il Missouri per recarsi in Kansas. Fu però catturato in Messico e ricondotto nel Missouri. Una folla di oltre un migliaio di persone intercettò il convoglio, lo catturò e lo portò sulla scena del delitto, dove gli fu chiesto di fare una dichiarazione. Il persistente rifiuto di ammettere il suo coinvolgimento irritò la folla e allora, circa sei uomini tra i più nerboruti lo spogliarono completamente e lo percossero con una lunga frusta da cavallo. Ogni sferzata gli aprì la pelle facendo colare sangue. Nonostante ciò Embree non trasalì mai. Guardò distrattamente i volti della folla e non pronunciò una parola. Per due volte cadde, forse o per la stanchezza o forse nella speranza di porre fine alla sua agonia rompendosi il collo.
Dopo che gli furono date 103 frustate, gli venne permesso di sedersi. Anche in questo caso fu interrogato, ma sostenne la sua innocenza. Fu fatto alzare di nuovo e frustato ancora una volta. A questo punto Embree gridò pietà. Promise alla folla di dire tutto, a patto che non fosse più torturato. Chiese anche di non essere bruciato vivo ma impiccato o fucilato. Dopo che i presenti acconsentirono, ammise di aver aggredito la signorina Dougherty affermando di essere stato ubriaco al momento del crimine e di non aver avuto aiuto nella fuga; fu ritenuto credibile.
Embree fu quindi portato a 140 metri, presso una quercia. Gli fu permesso di dire le sue ultime parole, chiese di dare il suo revolver a sua madre e un decino che aveva in tasca al padre, con una lettera in cui si comunicava il destino del figlio. Il ragazzo si scusò con la famiglia e Dio. Le persone attesero fino alla fine della sua preghiera e, senza ulteriori indugi, lo impiccarono. Il suo corpo senza vita, martoriato e sanguinante, fu lasciato in mostra per ore. Il padre di Millie Dougherty vietò ai presenti di sparare alla salma o di bruciarla. Frank Embree è sepolto nel cimitero della chiesa battista "Monte Nebo" di Pilot Grove, Missouri.

## Influenza culturale
Dell'evento sono note tre fotografie, due raffiguranti il giovane da vivo e una da morto. Queste vennero pubblicate solo cent'anni più tardi, nel 1999, in una collezione con molte altre immagini di linciaggi di prigionieri principalmente neri nella galleria di Roth Horowitz a New York. La mostra era intitolata Testimone e destò scalpore. Le tre immagini di Frank Embree costituivano un trittico esposto alla fine della galleria.

## Galleria d'immagini

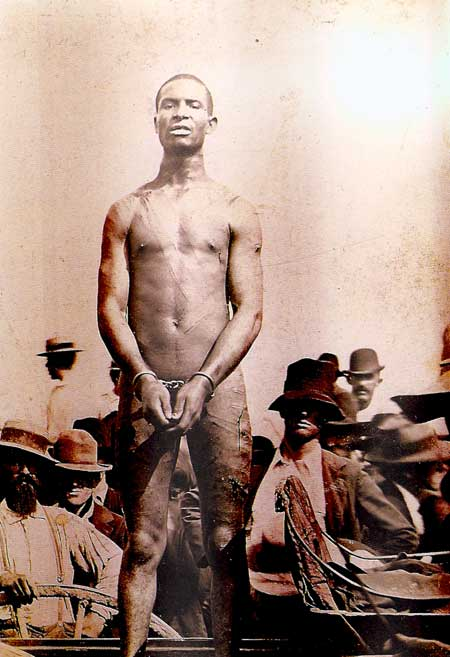
Embree di fronte.
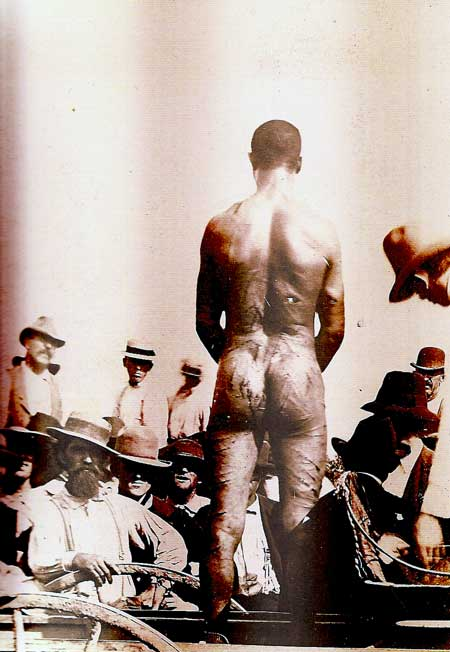
Embree di schiena.
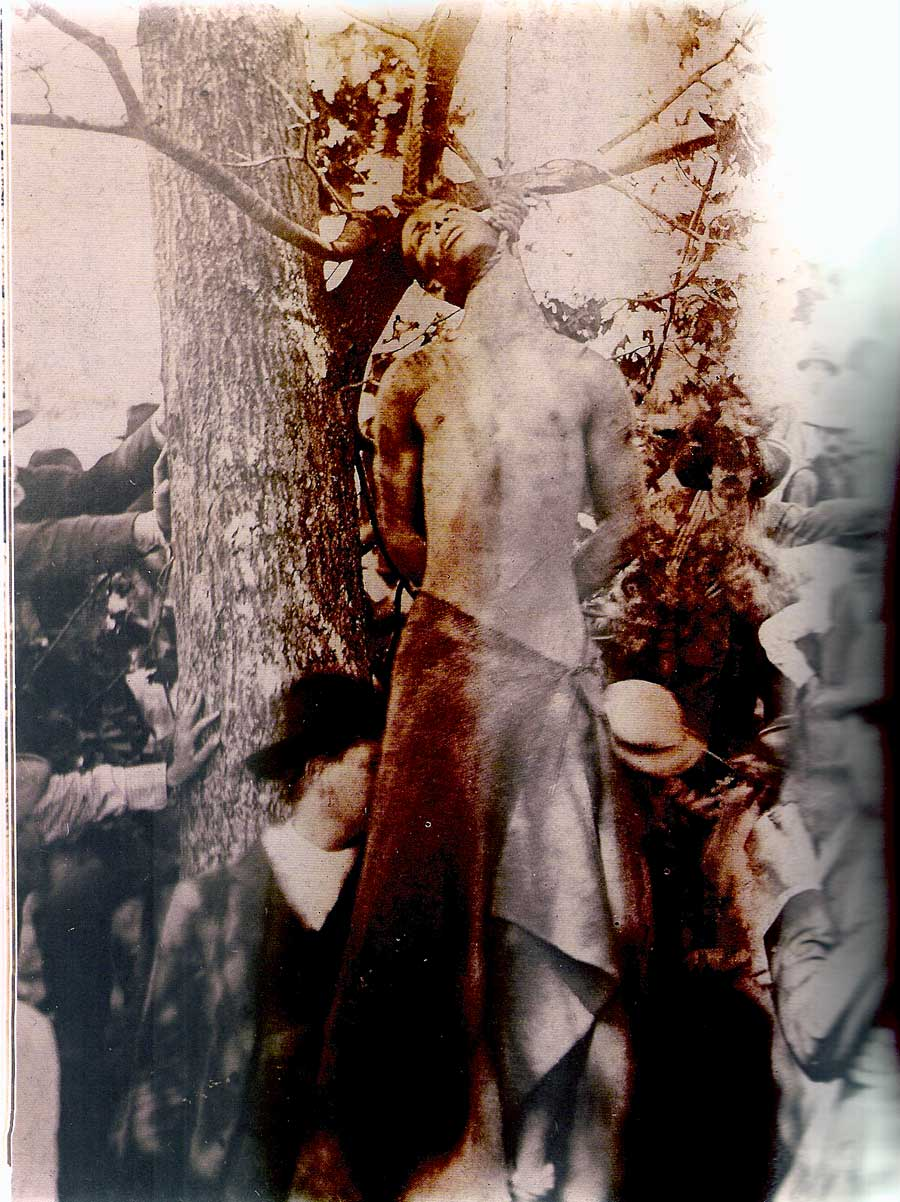
Embree impiccato.